# تاریخ کشاورزی روم و اهمیت آن برای حقوق عمومی و خصوصی
تاریخ کشاورزی روم و اهمیت آن برای حقوق عمومی و خصوصی (به آلمانی: Die römische Agrargeschichte in ihrer Bedeutung für das Staats- und Privatrecht)، (به انگلیسی: Roman Agrarian History and Its Significance for Public and Private Law) عنوان رساله توانایی دکترای حقوق ماکس وبر (۲۱ آوریل ۱۸۶۴–۱۴ ژوئن ۱۹۲۰) جامعه‌شناس، اقتصاددان و حقوقدان آلمانی که در سال ۱۸۹۱ در دانشگاه برلین نوشته شده‌است. وبر در ادامه به یک جامعه‌شناس مشهور تبدیل شد.
این کار توسعه اقتصادی، اجتماعی و سیاسی جامعه روم باستان را از طریق تجزیه و تحلیل نوشته‌های رومی در مورد کشاورزی، روش‌های نقشه‌برداری و اصطلاحات مورد استفاده برای تعیین واحدهای زمین بررسی می‌کند.